# Niederkirchspiel
Niederkirchspiel werden die auf dem Vorderhunsrück gelegenen Ortsbezirke der Stadt Boppard genannt. 

## Geographie
Zum Niederkirchspiel zählen die Ortsbezirke Herschwiesen mit dem Ortsteil Windhausen, Buchholz, Oppenhausen mit dem Ortsteil Hübingen, Udenhausen sowie die zur Ortsgemeinde Brodenbach gehörenden Ortsteile Kröpplingen und Stabenhof.

## Geschichte
1476 wurde in Herschwiesen eine von Boppard losgelöste Filialkirche als eigenständige Pfarrei eingerichtet und die vier Ortsbezirke wurden damit zu einem Kirchspiel zusammengefasst.
Der Name entstand zur Abgrenzung zum sogenannten Oberkirchspiel Halsenbach. Die Bezeichnung Niederkirchspiel hat sich gehalten während der Begriff Oberkirchspiel heute nicht mehr gängig ist, er wurde aber im 18. Jahrhundert noch verwendet.